# Усть-Аяз
Усть-Ая́з (рос. Усть-Аяз, башк. Усть-Әйәҙ) — присілок у складі Дуванського району Башкортостану, Росія. Входить до складу Заїмкинської сільської ради.
Населення — 227 осіб (2010; 255 у 2002).
Національний склад:
- росіяни — 59 %